# Chefferie supérieure de Mokolo
La chefferie supérieure de Mokolo encore Lamidat de Mokolo, est une chefferie de premier degré située dans le département du Mayo-Tsanaga,Région de l'Extrême-Nord Cameroun.

## Histoire
Le lamidat de Mokolo est une chefferie peuplée de nombreux groupes ethniques, les mafa, les foulbé, les mandara, les kapsiki qui vivent sous l'autorité du chef traditionnel, gardien des institutions coutumières. Les mafa, l'un des anciens groupes ethniques de la localité, s'organisent au début du XIXe siècle autour de leurs doyens de lignage, Tékuem est investi d'un pouvoir rituel que politique qui résidait au nord-ouest de l'actuelle ville de Mokolo. C'est lui qui se devait de présider aux destinées de l'ensemble de la communauté sur le plan purement religieux. Avant l'implantation des peuls dans cette localité, d'autres doyens d'âge succédèren à Tékuem , lesquels étaient chargés d'annoncer la fête du taureau (le Maray) , la fête de claire de lune (le Hodok) et autres rites initiatiques comme celui du Mokol ou la fête de la récolte.
En 1830, le lamidat de Mokolo est fondé à la suite de la Guerre Sainte menée par les peuls contre les Mafa. Défaits, certains sont contraints de prendre le chemin des montagnes pour échapper au commandement des nouveaux maîtres. Perchés à nouveau sur leurs massifs et mécontents des pasteurs peuls, les Mafa contestent l'autorité des chefs musulmans jusqu'à l'arrivée des colons dans cette localité. De 1830 jusqu'en 1902, les Mafa, les Kapsiki, les Mofou du lamidat sont totalement soumis à l'autorité des chefs musulmants.
En 1922, l'administration allemande créa la subdivision du Mandara ayant pour chef lieu Mokolo, laquelle dépendait de la circonscription de Maroua. Grâce au système d'administration indirect, associé les autorités traditionnelles du lamidat de Mokolo à la gestion de leur localité. À défaut de se substituer entièrement aux lamibé, les administrateurs coloniaux français en ont également fait des chefs traditionnels leurs collaborateurs, fonda de nouvelles chefferies de canton et chefferies de village. À la suite de cette réforme, le pouvoir des souverains musulmans diminua. Des villages mafa, notamment Soulédé, Roua, Mogodé et autres, se libèrent du joug de l'autorité lamidale . En 1957, l'administration française scinda l'ancien canton de Mokolo en deux. Il s'agit du canton peul qui eut à sa tête Idrissou, et du canton matakam avec pour chef Magadji Djamaré. Depuis 1957, la localité de Mokolo a la particularité d'abriter deux chefferies de premier degré: la chefferie de Mokolo-centre et la chefferie de Matakam-sud qui sont situées à environ 300 m l'une de l'autre. La première chefferie revient aux groupes allogènes, aux bergers peuls en provenance du Nigeria et aux musulmans. La deuxième chefferie appartient à l'ethnie mafa et aux autres groupes anciens de la localité, notamment les Kapsiki, les Mofou. Elle est constituée comme une chefferie de fondation,.

### Organisation du lamidat de Mokolo
Il existe une structure gouvernementale au sein du lamidat de Mokolo et à la tête du lamidat se trouve un chef suprême, un lamido , il préside aux destinées des populations de son unité de commandement. Il est le souverain, chef politico-religieux de l'ensemble de la communauté. Il est assisté par un conseil de notable dénommé faada.

### Gouvernement du lamidat de Mokolo
| Titres       | Fonctions                                  |
| ------------ | ------------------------------------------ |
| Lamido       | Souverain                                  |
| Faada        | Conseil des notables                       |
| Imam         | Ministre du culte                          |
| Sarki faada  | Chef de la faada, secrétaire d'Etat        |
| Wakili       | Premier ministre                           |
| Kaigama      | Ministre des affaires courantes du lamidat |
| Waziri       | Notable, conseiller du chef                |
| Katchalla    | Ministre de la justicd                     |
| Tchiroma     | Ministre des transports                    |
| Galdima      | Grand notable, particulier du chef         |
| Magadji      | Ministre des relations extérieures         |
| Offa         | Ministre de l'intérieur                    |
| Adjia        | Messager du chef                           |
| Sarki sanou  | Ministre de l'élevage                      |
| Sarki Bounou | Ministre du commerce                       |

## Dynastie
| Noms des chefs                                             | Date de début et fin de règne |
| ---------------------------------------------------------- | ----------------------------- |
| Adama                                                      | 1907-1914                     |
| Riskou                                                     | 1914-1918                     |
| Bouari                                                     | 1918-1925                     |
| Fassaha                                                    | 1925-1927                     |
| Yacouba                                                    | 1927-1946                     |
| Mohamadou                                                  | 1946-1947                     |
| régence assuré par le premier ministre (Wakili) Haman Adam | 1947-1948                     |
| Idrissou                                                   | 1948-1990                     |
| Yacouba Mohamadou Mourtalla                                | 1991                          |

## Infrastructures
Le musée royal du lamidat de 1ᵉʳ degré de Mokolo, créé en 2014 par le lamido Elh Yakouba Mohamadou Mourtalla. Il sert de trait d'union entre la jeune génération de Mokolo et ses ascendants en documentant, conservant et valorisant le patrimoine culturel et une tradition toujours présente au cœur de la ville.